# Bakčar
Bakčar (rusky Бакчар) je řeka v Tomské oblasti v Rusku. Je 348 km dlouhá. Povodí má rozlohu 7 310 km². Na horním toku se nazývá Velký Bakčar (rusky Болшой Бакчар).

## Průběh toku
Protéká přes Vasjuganskou rovinu. Stéká se s řekou Parbig a společně vytvářejí řeku Čaju (přítok Obu).

## Vodní režim
Zdrojem vody jsou převážně sněhové srážky. Charakteristické je protáhlé období se zvýšeným stavem vody.

### Přítoky
- zleva – Tětěrenka, Galka